# Entering the Levitation – A Tribute to Skepticism
Entering the Levitation – A Tribute to Skepticism ist ein im Jahr 2007 von Foreshadow Productions veröffentlichtes Skepticism gewidmetes Tribute-Doppelalbum.

## Geschichte
Arek Mlyniec, Gründer und Betreiber von Foreshadow Productions, plante und strukturierte den Tribut-Sampler. Mlyniec traf auch die Auswahl der Stücke. Ein von Tyranny eingespieltes Cover von The Leaden Stream schaffte es nicht in das Endprodukt. Die ersten Aufnahmen zum Tributsampler entstanden in der zweiten Hälfte des Jahres 2005. Arrangiert und Gemastert wurde das Doppel-Album von Stanisław Wołonciej von NeWBReed in seinem 213 Studio. Die Gestaltung, colorierte Nah- und Detailaufnahmen eines Zeppelins, übernahm der Filmemacher, Grafikdesigner und Künstler Nick Teplov. Als Zusatz wurde jeder vertretenen Gruppe eine Seite des Begleitheft zur Verfügung gestellt für die die Gruppen selbst ihre Wertschätzung gegenüber Skepticism ausformulierten. Die Lizenz für den amerikanischen Markt hielt Red Stream.

## Titelliste
CD 1
1. Nest: The Gallant Crow: 13:49
2. Shroud of Bereavement: Forge: 7:36
3. Shape of Despair: Aether: 8:46
4. Why Angels Fall: Shred of Light, Pinch of Endless: 9:14
5. Corpus Omni Domini: The Rising of the Flames: 9:53
6. Oktor: The Organium: 7:30

CD 2
1. Aarni: Untitled: 7:38
2. Monolithe: Edges: 6:44
3. Calmsite: Towards My End: 5:01
4. Rigor Sardonicous: Chorale: 7:08
5. Darkflight: The Raven and the Backward Funeral: 6:54
6. It Will Come: The Falls: 10:36

## Wahrnehmung
Entering the Levitation – A Tribute to Skepticism ist eine der wenigen populären Kompilationen des Funeral-Doom-Genres und das erste Tribut-Album, dass einer Funeral-Doom-Band gewidmet wurde. Die Zusammenstellung von internationalen Künstlern, die der Band als Instanz des Genres Tribut zollten, gilt als bemerkenswert. Die Anerkennung für die Veröffentlichung fällt jedoch geringer aus, als jene gegenüber dem Thergothon gewidmeten Tribut-Album Rising of Yog-Sothoth: Tribute to Thergothon, das von Solitude Productions zusammengestellt wurde. Resonanz auf die Veröffentlichung war gering, jedoch positiv. Insbesondere die von Shape of Despair eingespielte Version von Aether wurde als bemerkenswert herausgestellt.